# Diplocarpon impressum
Diplocarpon impressum är en svampart som först beskrevs av Elias Fries, och fick sitt nu gällande namn av L. Holm & K. Holm 1977. Diplocarpon impressum ingår i släktet Diplocarpon och familjen Dermateaceae.  Arten är reproducerande i Sverige. Inga underarter finns listade i Catalogue of Life.